# Adnan Al-Julefi
Adnan Al-Julefi es un deportista kuwaití que compitió en atletismo adaptado. Ganó dos medallas de oro en los Juegos Paralímpicos de Seúl 1988.

## Palmarés internacional
| Juegos Paralímpicos | Juegos Paralímpicos  | Juegos Paralímpicos | Juegos Paralímpicos |
| Año                 | Lugar                | Medalla             | Prueba              |
| ------------------- | -------------------- | ------------------- | ------------------- |
| 1988                | Seúl (Corea del Sur) | Medalla de oro      | Jabalina 6          |
| 1988                | Seúl (Corea del Sur) | Medalla de oro      | Pentatlón 6         |